# Robert Hardy
Timothy Sydney Robert Hardy (født 29. oktober 1925 i Cheltenham i Gloucestershire, England, død 3. august 2017) var en engelsk skuespiller.
Han har spillet adskillige af Shakespeares skuespil, og haft roller i tv-serierne The Troubleshooters og Folk og fæ, o har spillet Winston Churchill flere gange. Han blev berømt blandt det yngre publikum i rollen om Cornelius Fudge i Harry Potter-filmene.
Hardy var desuden interesseret i historisk bueskydning og skrevet bøger og lavet dokumentarfilm og langbuen, og han var involveret i bjærgningen af Mary Rose.

## Opvækst og uddannelse
Han blev født i Cheltenham i Gloucestershire i 1925, som barn af Jocelyn (født Dugdale) og Henry Harrison Hardy, som var rektor ved Cheltenham College og senere Shrewsbury School. Han gik på Rugby School, og Magdalen College, hvor hans studier blev afbrudt af hans tjeneste i Royal Air Force under anden verdenskrig. Han blev uddannet pilot og modtog en del af sin træning i Terrell, Texas, i British Flying Training School Program. Mens han besøgte Los Angeles da han havde ferie fra flyvertræningen, men hans skuespillerkarriere nåede aldrig at gå i Hollywood. Efter sin tid i RAF vendte han tilbage go fik en bachelor i engelsk. På BBC Radio 4s Desert Island Discs beskrev han den grad han fik som "shabby" (lurvet), men at han satte pris på den tid han brugt på at læse C. S. Lewis og J. R. R. Tolkien.

## Karriere
Hardy begyndte sin karriere som en klassisk skuespiller. I 1959 spillede han Sicinius overfor Laurence Olivier i Coriolanus på Stratford-upon-Avon, som blev instrueret af Peter Hall. Han optrådte herefter i Shakespeares Henryik V på scenen og på fjernsyn i An Age of Kings (1960), og efterfølgende spillede han Coriolanus i The Spread of the Eagle (BBC, 1963) og Sir Toby Belch for BBC Television Shakespeares produktion af Twelfth Night i 1980. Over årene spillede Hardy en lang række roller i forskellige fjernsynsudsendelser og på film. Hans første faste rolle i et tv-serie var som forretningsmanden Alec Stewart i den prisvindende drama The Troubleshooters på BBC, hvor han spillede rollen fra 1966 il 1970. Han opnåede yderligere anerkendelse som den mentalt ustabile Abwehr Sgt. Gratz i LWTs krigsdrama Manhunt fra 1969. I 1975 spillede Hardy Albert, prinskonsort i den 13 timer lange prisvindende serie Edward the Seventh (kendt som Edward the King i USA), som regnes for en af hans bedste roller. "Jeg synes, at jeg havde gjort et godt job der, selvom jeg troede, at kongefamilien ikke ville kunne lide det. Der er altid folk, som ikke kan lide det man gør."
Han blev set som den opfarende dyrelære Siegfried Farnon i serien Folk og fæ (1978–90), som er en filmatisering af James Herriots semibiografiske bøger.
Hardy spillede også med ITVs komedieserie Hot Metal i 1986–88, hvor han spillede to roller som avisindehaver Twiggy Rathbone (der havde en stor lighed med Rupert Murdoch) og hans redaktør, Russell Spam.
I 1993 spillede Hardy med i en episode af Inspector Morse som Andrew Baydon i afsnittet "Twilight of the Gods". I 2002 havde han rollen som den pompøse og excentriske professor Neddy Welch i WTTV/WGBH Boston udgave af Lucky Jim, som blev lavet på baggrund af Kingsley Amis' roman. Den blev oprindelig sendt som en del af Masterpiece-serien PBS i USA og havde Stephen Tompkinson i titelrollen som Jim Dixon.
Hardy spillede både Winston Churchill og Franklin D. Roosevelt flere gange. I 1981 spillede havn Churchill i Winston Churchill: The Wilderness Years, som han vandt en BAFTA for, og også i The Sittaford Mystery, Bomber Harris ogWar and Remembrance. Den 20. august 2010 oplæste hans Churchills berømte krigstale op "Never was so much owed by so many to so few" ved en ceremoni for at markere 70-året for denne tale. Han spillede Roosevelt i BBC-serien Bertie and Elizabeth, og i den franske miniserie Le Grand Charles, som handler om Charles de Gaulles liv.
Han spillede Robert Dudley, jarl af Leicester i Elizabeth R, og havde rollen som Sir John Middleton i filmversionen af Sense and Sensibility i 1995.
Hans roller i store film inkluderer professor Krempe i Mary Shelley's Frankenstein fra 1994 og minister for magi Cornelius Fudge i Harry Potter-filmene.
Han havde en stemmerolle som Robin Hood i Tale Spinners For Children, der var en LP fra 1960'erne, og som betragtes som en af de bedste udgaver af Robin Hood. Han var også D'Artagnans stemme i The Three Musketeers, og Frédéric Chopins in The Story of Chopin.

## Priser og hæder
Hardy blev udnævnt til Commander of the Order of the British Empire (CBE) ved 1981 Birthday Honours.

## Privatliv
Hans første ægteskab, i 1952, var med Elizabeth Fox, der var datter af Sir Lionel Fox. De fik en søn ved navn Paul. Ægteskabet ophørte i 1956. Hardy blev derefter gift igen i 1961 med Sally Pearson, der var datter af Sir Neville Pearson og Dame Gladys Cooper samt Robert Morley svigerinde. De fik sammen to børn, inden de blev skilt i 1986. Den ene af disse børn, Justine Hardy, er journalist, aktivist og psykoterapeut, som grundlagde Healing Kashmir. Hans anden datter er fotograf.
Han var venner med skuespilleren Richard Burton, som han mødte på Oxford University. Han delte krigsminder og oplæste dele af Burtons på dette tidspunkt netop udgivne dagbøger ved Cheltenham Literature Festival i 2012.
Mens han spillede Henrik 5. udviklede Hardy en interesse for middelalderlig krigsførsel, og i 1963 var han vært på en anerkendt fjernsynsdokumentar om slaget ved Agincourt, og han skrev også materialet. Han skrev også to bøger om langbuen; Longbow: A Social and Military History, og The Great Warbow; From Hastings to the Mary Rose sammen med Matthew Strickland. Han var blandt de eksperter, der blev konsulteret af arkæologerne som skulle hæve Mary Rose fra Den Engelske Kanal i 1982. Han var Master of the Worshipful Company of Bowyers of the City of London fra 1988 til 1990. I 1996 blev han valgt som Fellow i Society of Antiquaries.
I februar 2013 trak Hardy sig fra en planlagt optræden som Winston Churcill i Peter Morgans skuespil, The Audience, efter at have brækket flere ribben som følge af et fald.
Hardy døde den 3. august 2017 i en alder af 91 år, på Denville Hall, der er et hjem for pensionerede skuespillere.

## Filmografi

### Films
- Torpedo Run (1958) .... Lt. Redley
- The Spy Who Came in from the Cold (1965) .... Dick Carlton
- Berserk! (1967) .... Supt. Brooks
- How I Won the War (1967) .... British General
- Psychomania (1971) .... Chief Inspector Hesseltine
- 10 Rillington Place (1971) .... Malcolm Morris
- Young Winston (1972) .... Rektor
- Demons of the Mind (1972) .... Zorn
- Gawain and the Green Knight (1973) .... Sir Bertilak
- Yellow Dog (1973) .... Alexander
- The Gathering Storm (1974) .... Joachim von Ribbentrop
- The Zany Adventures of Robin Hood (1984) .... King Richard
- The Shooting Party (1985) .... Lord Bob Lilburn
- Paris by Night (1988) .... Adam Gillvray
- Mary Shelley's Frankenstein (1994) .... Professor Krempe
- A Feast at Midnight (1995) .... Headmaster
- Sense and Sensibility (1995) .... Sir John Middleton
- Gulliver's Travels (1996) .... Dr. Parnell
- Mrs. Dalloway (1997) .... Sir William Bradshaw
- The Tichborne Claimant (1998) .... Lord Rivers
- An Ideal Husband (1998) .... Lord Caversham
- The 10th Kingdom (2000) .... Chancellor Griswold
- The Gathering (2002) .... The Bishop
- Thunderpants (2002) .... Doctor
- Harry Potter and the Chamber of Secrets (2002) .... Cornelius Fudge
- Harry Potter and the Prisoner of Azkaban (2004) .... Cornelius Fudge
- Harry Potter and the Goblet of Fire (2005) .... Cornelius Fudge
- Lassie (2005) .... Judge Murray
- Harry Potter and the Order of the Phoenix  (2007) .... Cornelius Fudge
- Margaret (2009) .... Willie Whitelaw
- Old Harry (Short) (2009) .... Old Harry
- Churchill: 100 Days That Saved Britain (2015) .... Winston Churchill
- Joseph's Reel (short) (2015) .... Old Joseph
- Snapshot Wedding (2017 pre-production) .... Donald

### Fjernsyn
- An Age of Kings (1960)
- The Spread of the Eagle (1963) .... Coriolanus
- The Troubleshooters (1966-70)
- The Baron (1966), episode "A Memory of Evil"
- The Saint (1968), sæson 6, episode 4, "The Desperate Diplomat"
- Manhunt (1969) .... Abwehr Sgt Graz
- Elizabeth R (1971) .... Robert Dudley
- Edward the Seventh (1975) .... Albert, prinskonsort
- Herskab og tjenestefolk (1975), sæson 5, episode 8, "Such A Lovely Man"
- The Duchess of Duke Street (1976) Episode: "A Lady of Virtue"
- All Creatures Great and Small (1978–1980 and 1988–1990; entire series) .... Siegfried Farnon
- Twelfth Night (1980)
- The Pied Piper of Hamelin (1980), narrator of BAFTA winning animation by Cosgrove Hall Films
- Winston Churchill: The Wilderness Years (1981), Winston Churchill
- The Case-Book of Sherlock Holmes, episode "The Master Blackmailer" (1991) .... Charles Milverton
- Jenny's War (1985) .... Klein
- Northanger Abbey (1986) .... General Tilney
- Hot Metal (1986-88) .... Terence "Twiggy" Rathbone
- War and Remembrance (1988) .... Winston Churchill
- Middlemarch (1994) .... Mr. Brooke
- Inspector Morse, episode "Twilight of the Gods"
- Midsomer Murders (1999), sæson 2, episode 3, "Dead Man's Eleven"
- Foyle's War, "The German Woman"
- Spooks (2003), sæson 2, episode 4, "Blood and Money" .... Bank of England supreme manager
- Making Waves (2004)
- Agatha Christie's Marple, series 2, episode "The Sittaford Mystery" (2006) .... Winston Churchill
- Little Dorrit (2008)
- Lewis, series 4, episode "Dark Matter" (2010)